# Spathius caudatus
Spathius caudatus är en stekelart som beskrevs av Szepligeti 1913. Spathius caudatus ingår i släktet Spathius och familjen bracksteklar. Inga underarter finns listade i Catalogue of Life.